# 국사편찬위원회 위원장
국사편찬위원회 위원장(國史編纂委員會 委員長)은 국사편찬위원회를 대표하는 직위이다. 차관급 정무직 공무원으로 보한다.

## 역할
- (교육부와 그 소속기관 직제 제18조 제2항) 위원장은 교육부장관의 명을 받아 소관 사무를 총괄하고, 소속 직원을 지휘·감독한다

## 현임
- 허동현

## 역대 기관장

### 국사관장
| 정부        | 대수 | 이름           | 임기                         | 비고 |
| ----------- | ---- | -------------- | ---------------------------- | ---- |
| 이승만 정부 | 초대 | 신석호(申奭鎬) | 1946년 3월 23일 ~ 1949년 3월 |      |

### 국사편찬위원회 위원장
| 정부        | 대수           | 이름                             | 임기                              | 비고                 |
| ----------- | -------------- | -------------------------------- | --------------------------------- | -------------------- |
| 이승만 정부 | 겸직           | 신석호(申奭鎬)                   | 1949년 3월 23일 ~ 1965년 1월      |                      |
| 박정희 정부 | 초대           | 김성균(金聲均)                   | 1965년 2월 20일 ~ 1969년 10월 1일 |                      |
| 박정희 정부 | 2대            | 김성균(金聲均)                   | 1970년 6월 11일 ~ 1972년 9월 25일 |                      |
| 박정희 정부 | 3대            | 최영희(崔永禧)                   | 1972년 9월 26일 ~ 1982년 7월 7일  |                      |
| 전두환 정부 | 3대            | 최영희(崔永禧)                   | 1972년 9월 26일 ~ 1982년 7월 7일  |                      |
| 4대         | 이현종(李鉉淙) | 1982년 7월 8일 ~ 1984년 1월 10일 |                                   |                      |
| 노태우 정부 | 5대            | 박영석(朴永錫)                   | 1984년 2월 15일 ~ 1994년 7월 13일 |                      |
| 김영삼 정부 | 6대            | 이원순(李元淳)                   | 1994년 9월 26일 ~ 1999년 8월 1일  |                      |
| 김대중 정부 | 7대            | 이성무(李成茂)                   | 1999년 8월 2일 ~ 2003년 6월 3일   |                      |
| 노무현 정부 | 8대            | 이만열(李萬烈)                   | 2003년 6월 4일 ~ 2006년 8월 8일   |                      |
| 노무현 정부 | 9대            | 유영렬(柳永烈)                   | 2006년 8월 9일 ~ 2008년 3월 7일   |                      |
| 이명박 정부 | 10대           | 정옥자(鄭玉子)                   | 2008년 3월 8일 ~ 2010년 9월 26일  | 최초 여성 국사위원장 |
| 이명박 정부 | 11대           | 이태진(李泰鎭)                   | 2010년 9월 27일 ~ 2013년 9월 26일 |                      |
| 박근혜 정부 | 12대           | 유영익(柳永益)                   | 2013년 9월 30일 ~ 2015년 3월 29일 |                      |
| 박근혜 정부 | 13대           | 김정배(金貞培)                   | 2015년 3월 30일 ~ 2017년 5월 29일 |                      |
| 문재인 정부 | 14대           | 조광(趙珖)                       | 2017년 6월 12일 ~ 2021년 3월 29일 |                      |
| 문재인 정부 | 15대           | 김인걸(金仁杰)                   | 2021년 4월 1일 ~ 2024년 5월 3일   |                      |
| 윤석열 정부 | 16대           | 허동현(許東賢)                   | 2024년 5월 3일 ~ 현재             |                      |

## 같이 보기
- 국사편찬위원회